# Estación de Guadalmez-Los Pedroches
Guadalmez-Los Pedroches es una estación ferroviaria situada en el municipio español de Guadalmez, cerca de Los Pedroches, en la provincia de Ciudad Real. Dispone de servicios de Media Distancia operados por Renfe. En 2020 tuvo un número de 1 077 usuarios.

## Situación ferroviaria
La estación se encuentra situada en el punto kilométrico 294,3 de la línea de ferrocarril de ancho ibérico Ciudad Real-Badajoz, entre las estaciones de Cabeza del Buey y Almadenejos-Almadén, a 364,84 metros de altitud. El tramo es de via única y está sin electrificar.

## Historia
La estación fue inaugurada el 29 de noviembre de 1865 con la apertura del tramo Veredas-Almorchón de la línea que buscaba unir Ciudad Real con Badajoz. La Compañía de los Caminos de Hierro de Ciudad Real a Badajoz fue la impulsora de la línea y su gestora hasta el 8 de abril de 1880 fecha en la cual fue absorbida por MZA. En 1941, la nacionalización del ferrocarril en España supuso la desaparición de MZA y su integración en la recién creada RENFE.
Desde el 31 de diciembre de 2004 Renfe Operadora explota la línea mientras que Adif es la titular de las instalaciones ferroviarias.

## La estación
El edificio de viajeros es de una sola planta, con seis vanos por costado. La estación consta de dos vías y dos andenes.
La estación se halla en la carretera CR-P-4145, a 5,3 km de Guadalmez y 39 km de Los Pedroches.
En 2022, el Gobierno autorizó la supresión del bloqueo telefónico entre la estación de Brazatortas-Veredas y la de Villanueva de la Serena, tramo al que pertenece la estación.

## Servicios ferroviarios

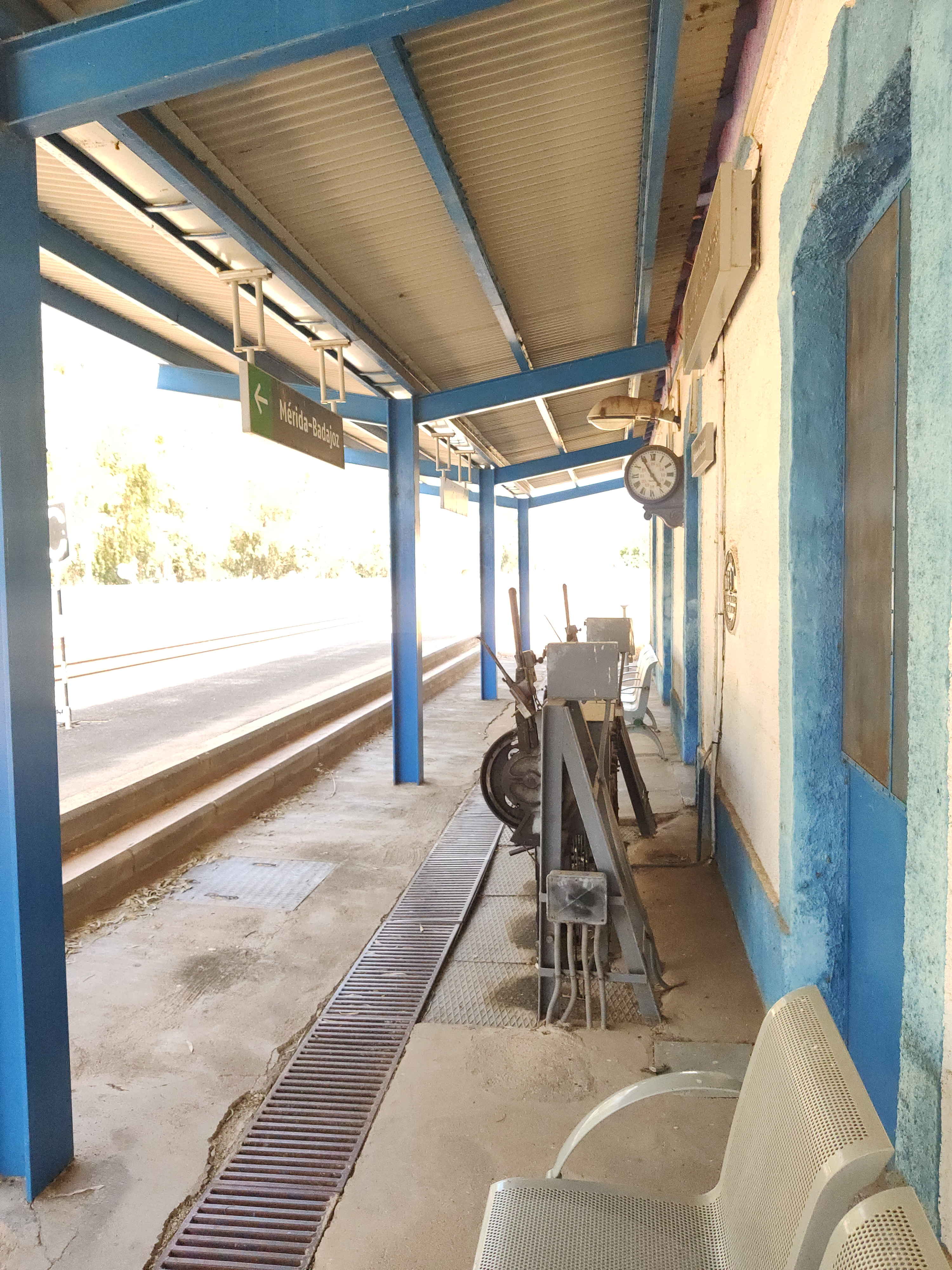
La estación en 2021.

### Media Distancia
Los trenes de Media Distancia operados por Renfe tienen como principales destinos las ciudades de Alcázar de San Juan, Ciudad Real, Puertollano, Mérida y Badajoz.
| Línea MD | Trenes          | Origen/Destino                              |  | Destino/Origen |
| -------- | --------------- | ------------------------------------------- |  | -------------- |
|          | Regional Exprés | Puertollano                                 |  | Mérida Badajoz |
|          | MD              | Alcázar de San Juan Ciudad Real Puertollano |  | Mérida Badajoz |